# 美滿電子科技

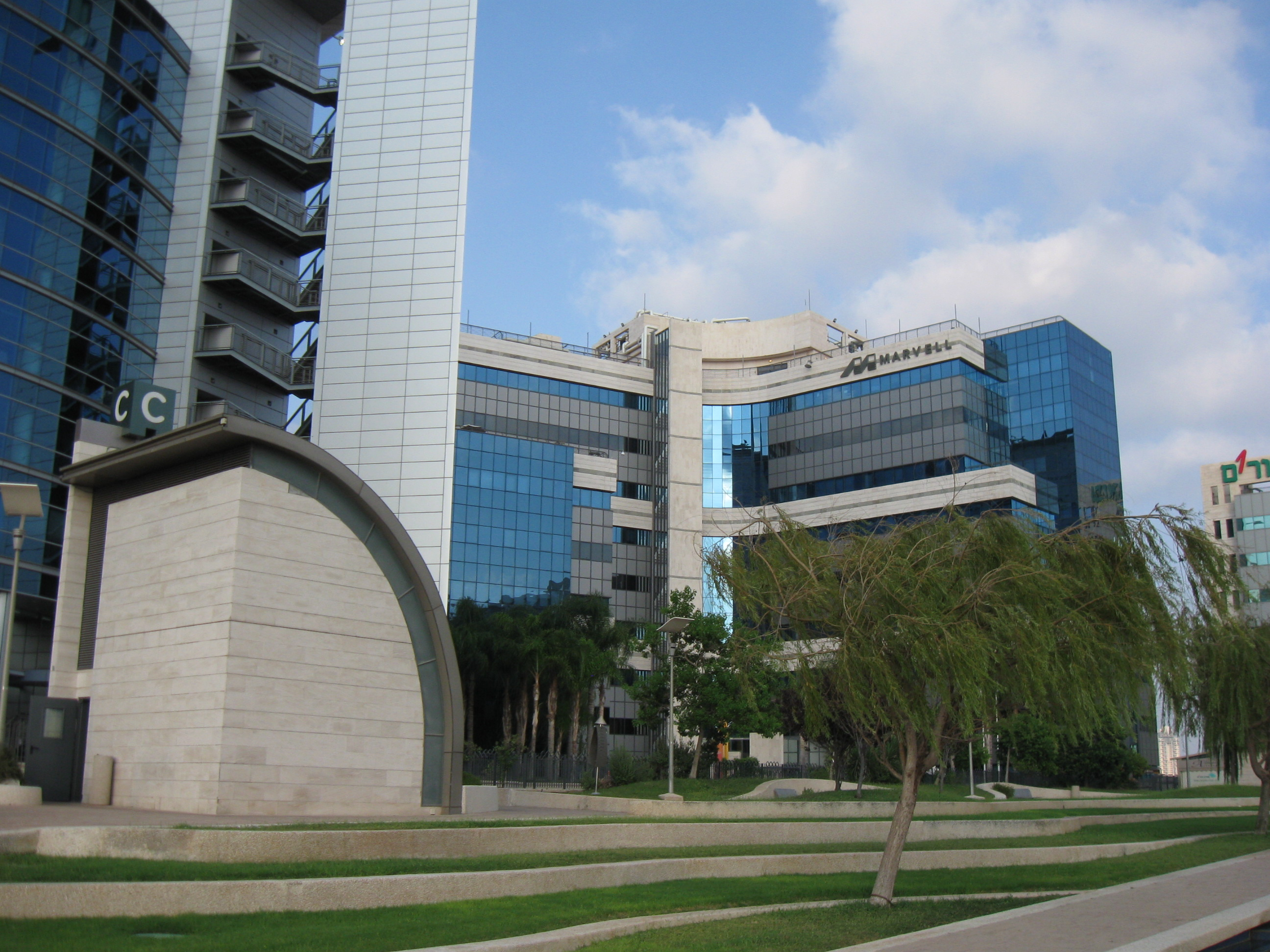
位於以色列佩塔提克瓦的Marvell公司研發中心

邁威爾科技有限公司（简称）是一家美國晶片製造商，專門製造存储、通訊以及消費性電子產品芯片。公司由周秀文（Sehat Sutardja）博士、妻戴伟立（Weili Dai）、弟周秀武三人共同创立於1995年，總部位於美國加州聖塔克拉拉。該公司2010年在全球二十大半導體廠商中列名第十八。

## 歷史

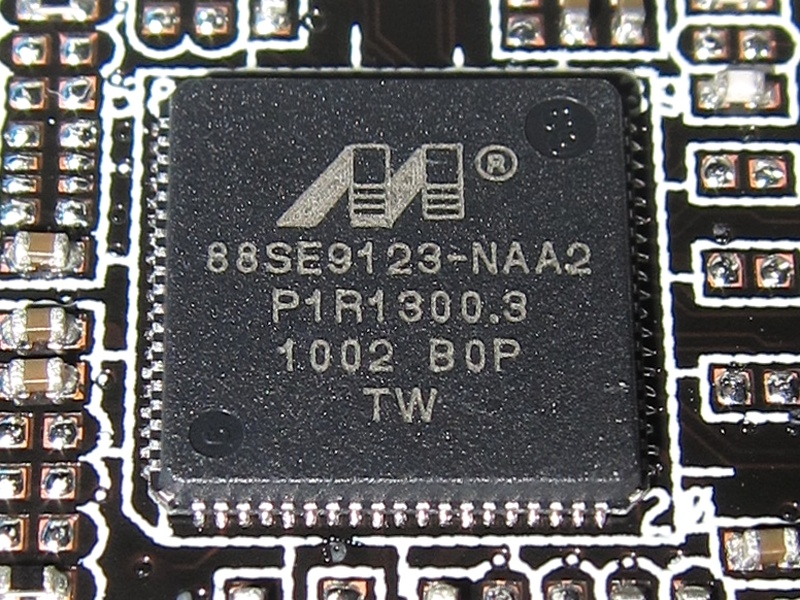
華碩電腦P7P55D-E EVO主機板上的Marvell SATA控制晶片88SE9123

- Marvell公司成立于1995年，总部在美国硅谷，在中国上海设有研发中心，亚太地区包括北京、韩国、台湾各地都有技术支援团队，现在的员工大约5000人并在不断扩张中。其是美国纳斯达克的上市公司，市值大约是110亿美元。目前Marvell是全球十大无晶片工厂半导体设计公司。Marvell现在每天要运送超过100万片基于ARM架构的处理器，这不单单包括手机应用处理器，同时也包括通信处理器、存储、WiFi等芯片。
- 2005年12月22日，Marvell以2,400万美元现金收购UT斯达康系统级芯片（System-on-Chip）业务的所有资产，其中包括UT斯达康2001年12月收购高级通信设备公司获得的相关资产。UT斯达康芯片设计部门的主要业务是开发无线通信解决方案，其中包括3G无线应用技术和面向小灵通产品的芯片解决方案。
- 2006年11月，Marvell以6亿美元整体收购英特尔XScale手机及手持设备芯片业务。目前英特尔手机手持业务已经被全部转到Marvell，其中包括应用处理器、通信处理器和其它配套软件。Marvell手机及手持设备业务（CHG）方面的PXA系列产品产品，从英特尔的Strong ARM到PXA 255、PXA 270系列，再到Marvell的PXA 3xx系列应用处理器，Marvell的CHG产品同时具备低功耗和高性能两大特点。
- 2007年6月27日，Intel宣布將包含XScale的通信及应用处理器业务部門賣給Marvell。
- 2017年11月以60億美元的現金及股票併購Cavium
- 2019年5月6日以4.52億美元收購乙太網路廠 Aquantia
- 2019年5月22日以7.4億美元收購格羅方德旗下ASIC子公司Avera Semiconductor
- 2019年5月29日恩智浦半導體斥資17.6億美元現金收購美滿電子科技的無線連接組合，收購包括美滿電子科技的WiFi連接業務部門、藍牙技術組合和相關資產。
- 2020年10月以100億美元的現金及股票併購網通晶片廠Inphi

## 附註暨參考資料
1. ↑  Marvell台灣區總公司決定維持舊譯名，參見最新官方新聞稿 （页面存档备份，存于）
2. ↑  2010年7月正式命名，參見該公司官方簡體中文網頁[永久]、MoneyDJ財經知識庫網通IC設計大廠Marvell公佈新中文名稱為美滿 （页面存档备份，存于）

## 外部連結
- 官方網站 （页面存档备份，存于）